# Paulin II d'Aquilée
Paulin d'Aquilée (en latin : Paulinus Aquileiensis ; en italien : Paolino d'Aquileia), né avant 750 (probablement entre 730 et 740) à Premariacco (Frioul) et mort le 11 janvier 802 à Cividale, est un homme d'Église, théologien et poète italien. Il fut patriarche d'Aquilée de 787 jusqu'à sa mort. 
Paulin d'Aquilée est un des éléments moteurs de la renaissance carolingienne sous le règne de Charlemagne. Il a été canonisé par l’Église catholique ; il est fêté le 11 janvier.

## Biographie
Né dans le duché du Frioul, il est peut-être d'origine lombarde. On ne sait rien de sa jeunesse et de ses années de formation, mais son œuvre montre qu'il a reçu une solide éducation classique et chrétienne, probablement à Cividale, siège épiscopal des patriarches d'Aquilée depuis 737.
Son nom apparaît en 776 dans un acte de transfert de bien-fonds en sa faveur par Charlemagne, où il est indiqué comme maître de grammaire (« grammaticae magister »). Il fait partie, à partir de 782, aux côtés d’Alcuin, Arn de Salzbourg, Paul Diacre et Théodulf d'Orléans, du cercle de savants de la cour franque à Aix-la-Chapelle, où il porte le surnom de « Timothée ».

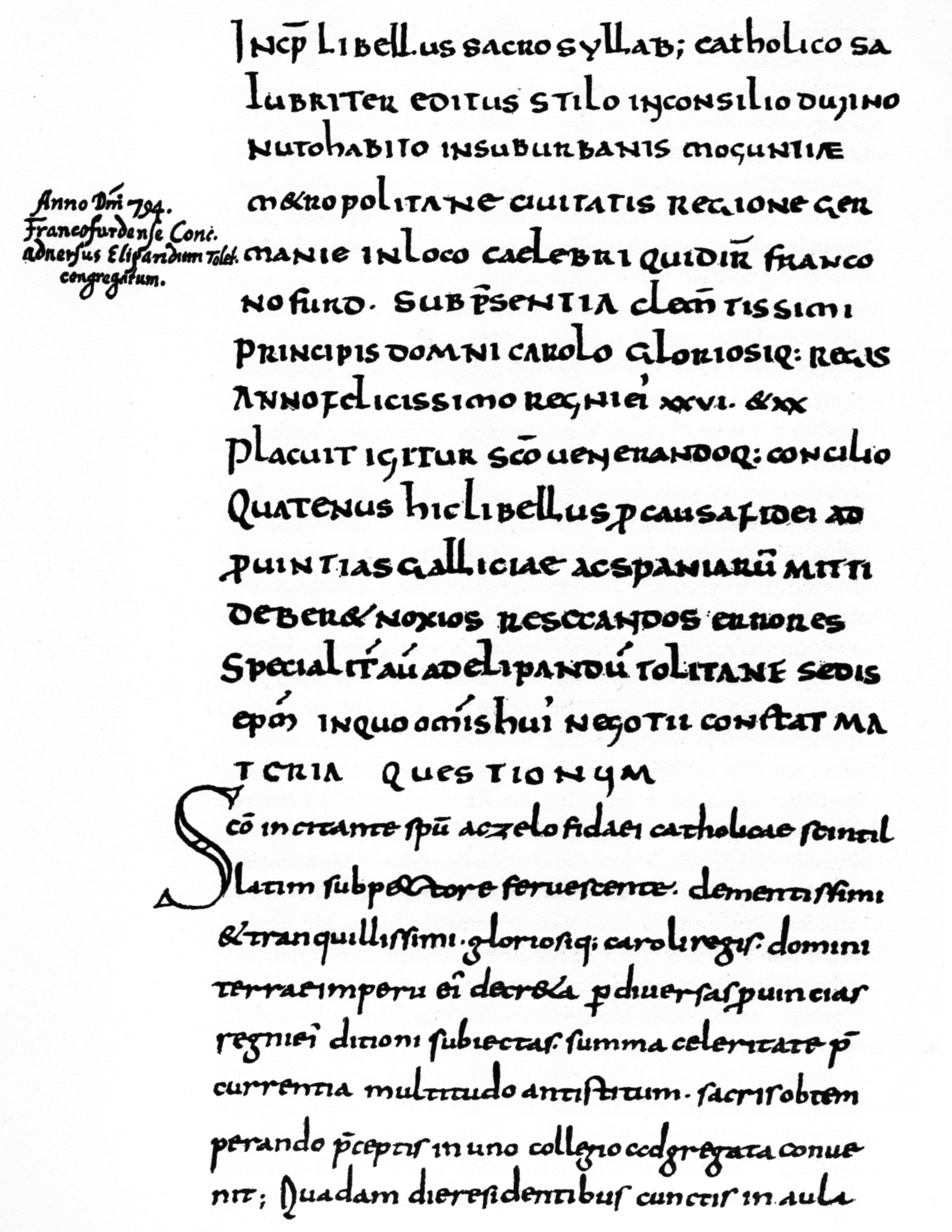
Syllabus de Paulin de l'an 794.

En 787, Charlemagne le fait nommer patriarche d’Aquilée, dans le Frioul. Il s’engage dans la réforme de l’église et la lutte contre l’hérésie adoptianiste qui tend à voir en Jésus-Christ le fils adoptif de Dieu. Ses écrits polémiques en font un champion de l’orthodoxie. Son activité de patriarche est fondamentale dans la région du Frioul durant les années difficiles du passage de la domination lombarde à la domination franque après la victoire de Charlemagne à Pavie en 774.
Il prend part aux conciles d'Aix-la-Chapelle (789) et de Ratisbonne (792), ainsi qu'au synode de Francfort en 794. Retourné en Italie, il a rencontré le roi Pépin et avec lui engagea la guerre contre les Avars. En 798, Paulin d'Aquilée, Arn de Salzbourg et dix autres évêques sont nommés ambassadeurs (Missi Dominici) de Charlemagne à Pistoia et au Saint-Siège.
Il est l’auteur de traités théologiques, d’un livre d'exhortations destinés aux princes, et de poèmes.

## Œuvres

### Traités théologiques
- Libellus sacrosyllabus, court traité polémique contre l’adoptianisme ;
- Contra Felicem, en trois livres, réfutation de l’adoptianisme ;
- Liber exhortationis ou Liber de salutaribus documentis, composé avant 799, écrit pour Éric de Frioul : c’est le premier « Miroir des princes » du Moyen Âge.

### Poèmes
Une dizaine de textes lui sont attribués ; trois sont certainement de lui : 
- Regula fidei, profession de foi personnelle ;
- Versus de Herico duce, chant funèbre en l’honneur d’Éric de Frioul mort en 799 en combattant les populations païennes du sud-est de la Liburnie ;
- Versus de Lazaro, poème sur la résurrection de Lazare ;

On lui attribue l’hymne sur l’amour de Dieu : 
- Congregavit nos in unum Christi amor, avec le refrain : Ubi caritas est vera, Deus ibi est.